# Municipio de Carroll (condado de Washington)
El municipio de Carroll (en inglés: Carroll Township) es un municipio ubicado en el condado de Washington en el estado estadounidense de Pensilvania. En el año 2000 tenía una población de 5,677 habitantes y una densidad poblacional de 162 personas por km².

## Geografía
El municipio de Carroll se encuentra ubicado en las coordenadas 40°10′54.8″N 79°56′9.01″O / 40.181889, -79.9358361.

## Demografía
Según la Oficina del Censo en 2000 los ingresos medios por hogar en la localidad eran de $43,347 y los ingresos medios por familia eran $52,526. Los hombres tenían unos ingresos medios de $40,970 frente a los $24,698 para las mujeres. La renta per cápita para la localidad era de $20,380. Alrededor del 6,4% de la población estaban por debajo del umbral de pobreza.